# CA-09
La Carretera Centroamericana 09 (CA-09), conocida también como la Carretera Interoceánica, es una de las principales vías terrestres de América Central, que forma parte de la Red Vial Centroamericana. Esta ruta, considerada vital para la integración regional, atraviesa los países de Guatemala y El Salvador.

## Extensión
Con una longitud de 404 kilómetros, la CA-09 es reconocida por su variado paisaje, que incluye cadenas montañosas, llanuras agrícolas, áreas urbanas y regiones selváticas. A pesar de su importancia, su estado de conservación y modernización varía significativamente según el país.

## Carretera Centroamericana 9
La Carretera Centroamericana 9 (CA-9) es una vía internacional que conecta el sur de Guatemala con el occidente de El Salvador, formando parte del sistema de la Red Vial Centroamericana. Esta carretera facilita el tránsito de mercancías y personas entre ambos países a través de pasos fronterizos importantes como La Hachadura y Ciudad Pedro de Alvarado. Es una ruta complementaria a las vías troncales CA-01 y CA-02.

## Guatemala
En Guatemala, la CA-9 comienza en el paso fronterizo de Ciudad Pedro de Alvarado, en el departamento de Jutiapa, frontera con El Salvador. Desde allí, avanza hacia el oeste pasando por Taxisco y concluye en Chiquimulilla, en el departamento de Santa Rosa, donde se conecta con otras rutas nacionales hacia la CA-02. Este tramo es utilizado tanto por transporte de carga como por vehículos turísticos que se desplazan entre las playas del Pacífico y los centros urbanos.

## El Salvador
En El Salvador, la CA-9 inicia en el paso fronterizo de La Hachadura, en el departamento de Ahuachapán. Desde allí, atraviesa la región costera occidental, pasando por Cara Sucia, Sonsonate y concluyendo en el puerto de Acajutla, un centro clave para la exportación marítima del país. Esta ruta es altamente estratégica para el comercio exterior salvadoreño, al conectar directamente la frontera con el principal puerto comercial del Pacífico.

## Importancia regional
La CA-9 constituye un corredor logístico entre Guatemala y El Salvador, particularmente entre el sur guatemalteco y la costa pacífica salvadoreña. Es esencial para el transporte de mercancías, el turismo y el comercio transfronterizo. También permite la conexión directa entre los puertos marítimos de Acajutla y las regiones productivas del oriente guatemalteco.